# Port de Larrau
Le port de Larrau, ou Uthurzéhétako-Lépoua en basque, ou encore Puerto de Larrau en espagnol, est un col de montagne des Pyrénées, situé sur la frontière franco-espagnole, entre le département des Pyrénées-Atlantiques au nord et la communauté forale de Navarre au sud (Espagne).

## Toponymie
Le toponyme Larrau apparaît sous les formes 
Sanctus Johannes de Larraun et 
l'ospitau de Larraun (respectivement 1174 et 1385, collection Duchesne volume CXIV).

## Géographie

### Topographie
Il relie la vallée basque française de la Soule à la Navarre espagnole.
Il est dominé à l'ouest par le pic d'Orhy (2 017 mètres), et surplombe les gorges d'Holzarté situées à l'est, du côté français.

## Cyclisme

### Profil
L'ascension côté français est la plus difficile. Elle est placée dans les montées « hors catégories » lors du passage du Tour de France. Au départ de l'Auberge de Laugibar à Larrau, la montée est de 15,3 km. Le dénivelé est de 1 205 mètres. Le pourcentage moyen est donc de 7,9 % mais avec de longues sections à 10 % et un maximum de 13 % à l'approche du sommet. Entre le village de Larrau et le sommet, la route passe par le col d’Erroymendi à l'altitude de 1 362 mètres.
Au départ de Ochagavia côté espagnol (Navarre), le Puerto de Larrau a une longueur de 19,3 km avec un tunnel de 100 mètres proche du sommet. Le dénivelé est de 815 mètres soit une pente moyenne de 4,2 % avec un maximum de 8 %.

### Événements sportifs

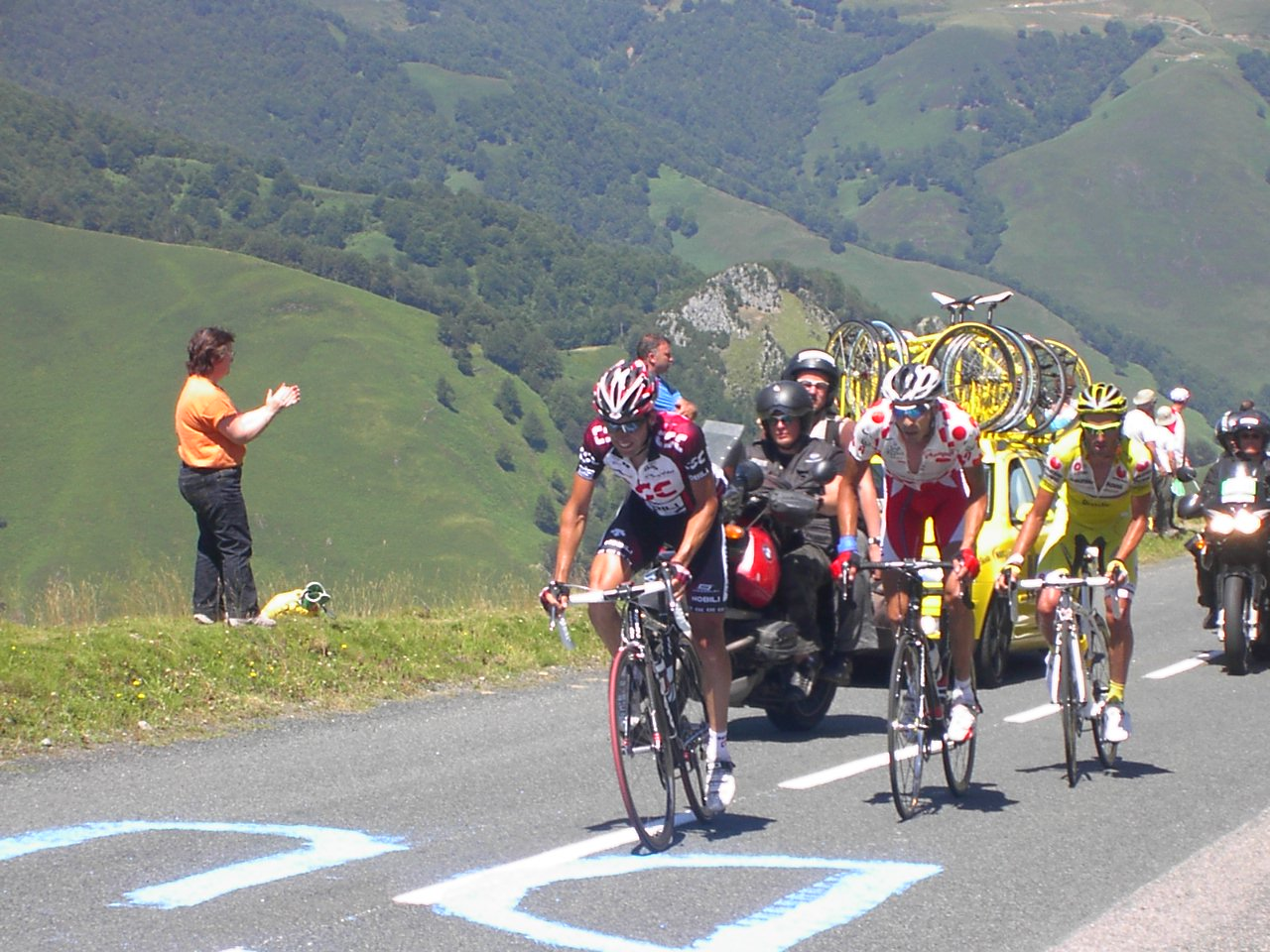
Les cyclistes Carlos Sastre, Mauricio Soler et Iban Mayo lors de la 16e étape du Tour de France 2007.

Le port de Larrau a été escaladé pour la première fois lors du Tour de France 1996 durant la 17e étape Argelès-Gazost - Pampelune. Le coureur français Richard Virenque passa en tête au sommet consolidant ainsi son maillot à pois rouges. Cette étape fut le théâtre d'une opération d'envergure de l'équipe Festina qui avait pour but de faire basculer la course. L'opération ne fut pas couronnée de succès car elle ne permit pas de décramponner le leader de la course, le Danois Bjarne Riis, mais elle permit d'écarter définitivement le Navarrais Miguel Indurain, quintuple vainqueur du Tour de France, alors que l'étape devait se terminer chez lui à Pampelune.
Le col fut à nouveau traversé lors de la 16e étape du Tour de France 2007 qui eut lieu le 25 juillet. Le parcours de 218 kilomètres reliait Orthez à Gourette - Col d'Aubisque. Une nouvelle fois, la montée fut le théâtre d'une attaque d'envergure. Les échappés matinaux abordèrent en tête le pied de la montée et le col d'Erroïmendi, mais furent rattrapés au sommet par une échappée constituée de Mauricio Soler, Carlos Sastre et Iban Mayo. Le premier s'échappa dans sa quête du maillot à pois et les deux autres dans le but de se rapprocher au classement général. Michael Rasmussen, alors encore leader de la course, et Alberto Contador son dauphin et maillot blanc restèrent, quant à eux, dans le peloton principal.